# Rikke Balle
Rikke Balle (født 22. marts 2001 i Nykøbing Mors) er en BMX cykelrytter fra Danmark, der er medlem af BMX Limfjord.

## Karriere
Rikke Balle begyndte at køre BMX hos BMX Limfjord i Roslev. I 2020 vandt hun danmarksmesterskaberne som senior. Hendes storesøster Dorte Balle kom på andenpladsen.
I 2021 blev det til sølvmedalje ved DM, kun overgået af Malene Kejlstrup Sørensen.